# Orr Island

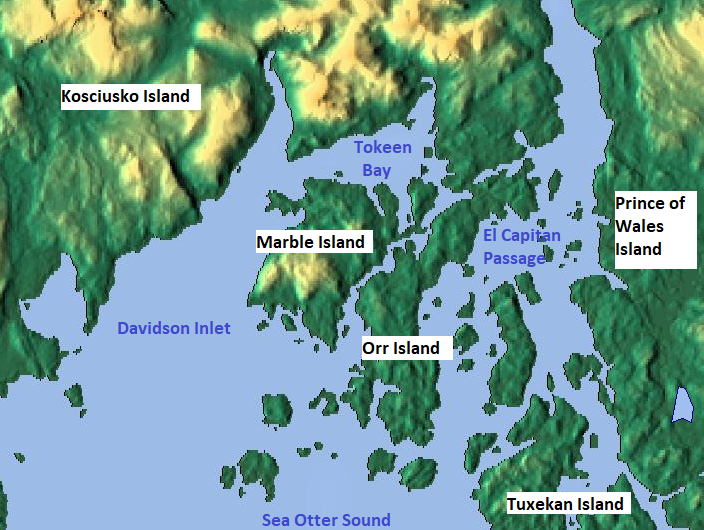
Orr Island op de kaart met omliggende eilanden

Orr Island is een eiland in de Alexanderarchipel in de Alaska Panhandle in het zuidoosten van Alaska in de Verenigde Staten.

## Geografie
Het eiland heeft een lengte van 14 kilometer en is drie kilometer breed. Het ligt tussen Marble Island in het westen en El Capitan Island in het oosten. Ten noorden van het eiland ligt Kosciusko Island, ten noordoosten Spanberg Island en ten zuidoosten Tuxekan Island. Ten oosten van het eiland ligt de El Capitan Passage die het eiland scheidt van El Capitan Island en van het Prins van Waleseiland. In het zuiden ligt de Sea Otter Sound.

## Geschiedenis
Het eiland werd voor het eerst genoemd door E.F. Dickins, een medewerker van de United States National Geodetic Survey, ter ere van kapitein Cyrus Orr.